# Burg Nideggen
Die Ruine der Burg Nideggen ist Wahrzeichen der Stadt Nideggen und befindet sich im Besitz des Kreises Düren. Die rechteckige Höhenburg war Sitz der mächtigen Grafen und Herzöge von Jülich und besaß im Mittelalter den Ruf, uneinnehmbar zu sein.
Die Burg befindet sich in der Nordeifel im Naturpark Hohes Venn-Eifel. In der Gemarkung Nideggen steht sie westlich der Kernstadt auf einem nach Westen gerichteten Felssporn (330 m ü. NHN) oberhalb der Rur.

## Geschichte
Burg Nideggen wurde von den Grafen von Jülich im strategisch wichtigen Grenzgebiet zur damaligen Herrschaft Monschau errichtet. Sie sollte das geerbte Gebiet der Grafen gegen die Interessen des Erzbischofs von Köln sichern.
Den Grundstein zur Burganlage legte im Jahr 1177 Wilhelm II. mit dem Bau des Bergfrieds, der in Sichtweite zur Reichsburg Berenstein errichtet wurde. Diese lag etwa drei Kilometer westlich und wurde um 1090 erbaut. Nach ihrer fast völligen Zerstörung um 1200 diente sie als Steinbruch für den Ausbau des Nidegger Burgturms. Die gelblichen Quader von Berenstein unterscheiden sich erkennbar von den roten Buntsandsteinen der unteren Hälfte des Turmes, die bei Nideggen gebrochen wurden.
Der Bau wurde von Wilhelm III. fortgeführt. Auch dessen Nachfolger lag wie seine Ahnen im Streit mit Kurköln. Nach einer erfolgreichen Schlacht ließ Wilhelm IV. 1242 den damaligen Erzbischof Konrad von Hochstaden für neun Monate im Verlies des Bergfrieds einkerkern. Bereits einige Jahre zuvor (um 1214) war schon der Herzog Ludwig von Bayern dort eingekerkert. Und auch Konrads Nachfolger auf dem Stuhl des Kölner Erzbistums, Engelbert II. von Falkenburg, wurde von den Jülicher Grafen dort in der Zeit von 1267 bis 1271 für mehr als drei Jahre gefangen gehalten.

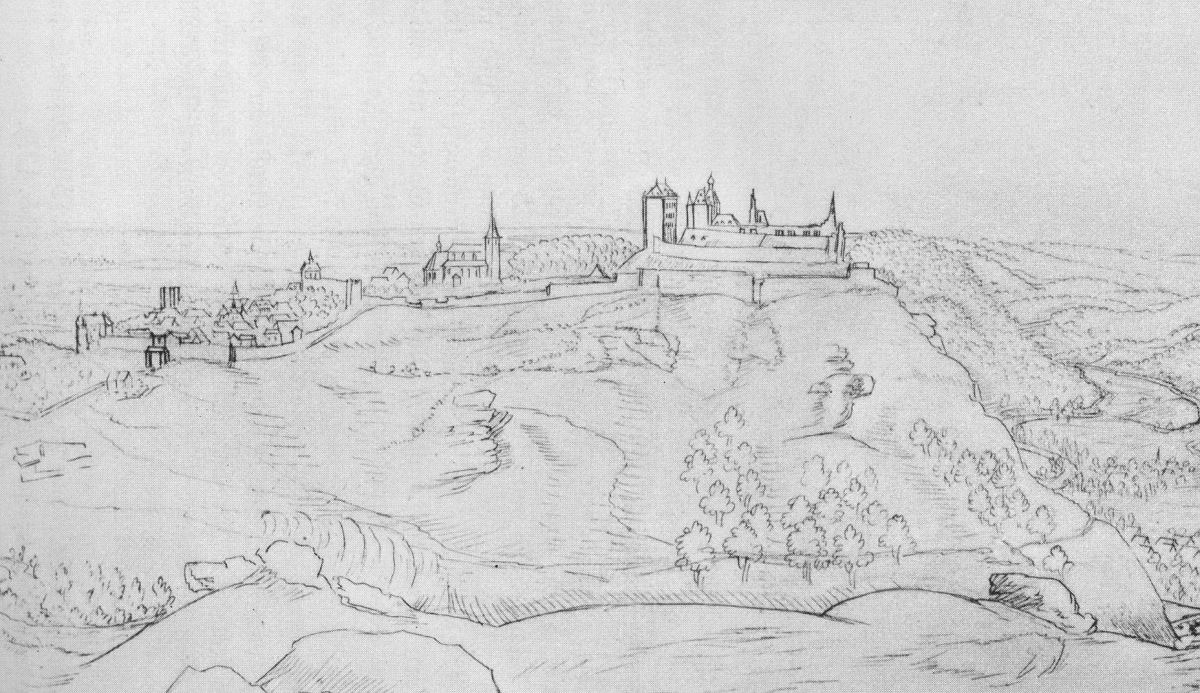
Burg Nideggen in der ersten Hälfte des 18. Jahrhunderts, Zeichnung von Renier Roidkin

Unter Gerhard von Jülich wurde in der Nähe des Burgfleckens planmäßig die Ansiedlung „Nydeckin“ gegründet, der er 1313 das Stadtrecht verlieh.
Einen Ausbau erfuhr die Anlage ab 1340 durch Wilhelm V., den späteren Herzog Wilhelm I., der mit dem Palas auf Nideggen einen der größten Saalbauten im Rheinland erbauen ließ. Mit ähnlichen Ausmaßen konnte zu der Zeit nur noch der Kaisersaal des Aachener Rathauses aufwarten. Wilhelm I. war es auch, der Burg Nideggen 1356 zum Hauptsitz seines Geschlechts machte.
Nach dem Tode Rainhalds von Jülich, kam die Burg an die Familie von Berg, deren Oberhäupter sich fortan Herzöge von Jülich und Berg nannten.
Mit Erlöschen des Jülich-Bergschen Hauses kam Nideggen 1511 in den Besitz des Herzogtums Kleve.
Erbstreitigkeiten des Hauses Kleve mit Kaiser Karl V. um das Herzogtum Geldern, gipfelten im Dritten Geldrischen Erbfolgekrieg (auch bekannt als Jülicher Fehde), in dessen Verlauf Burg und Stadt Nideggen 1542 durch kaiserliche Artilleriegeschütze zerstört wurden.
Auch 1689 blieb der Anlage ein solches Schicksal nicht erspart. Sie wurde im Zuge des Pfälzischen Erbfolgekrieges von Truppen Ludwigs XIV. ein weiteres Mal ausgeplündert und niedergebrannt. Erdbeben in den Jahren 1755 und 1878 taten ihr Übriges. Die Burg verfiel zu einer Ruine, die 1794 auf Abbruch verkauft und anschließend als Steinbruch genutzt wurde.
Erst auf Initiative der Nideggener Bürgerschaft wurde dem ein Ende gesetzt. Gemeinschaftlich wurde die Burganlage gekauft und nach 1888 gesichert. 1905 erhielt der Kreis Düren die Anlage als Geschenk. In seinem Besitz befindet sie sich auch heute noch.
Ab 1901 wurde die Burg erstmals wieder aufgebaut und als Heimatmuseum genutzt, doch Angriffe während des Zweiten Weltkrieges verursachten Schäden an der Bausubstanz in bis dato nicht gekanntem Ausmaß. Erst in den 1950er Jahren wurde mit dem erneuten Wiederaufbau begonnen. Durch erste Maßnahmen wurde die romanische Pfarrkirche des Burgfleckens restauriert. Anschließend erfolgte die Restaurierung des Wohnturms in seiner ursprünglichen Form. Einhergehend mit der Eröffnung des ersten Burgenmuseums in Nordrhein-Westfalen in seinem Inneren, erhielt er 1979 auch wieder ein Dach.

## Beschreibung

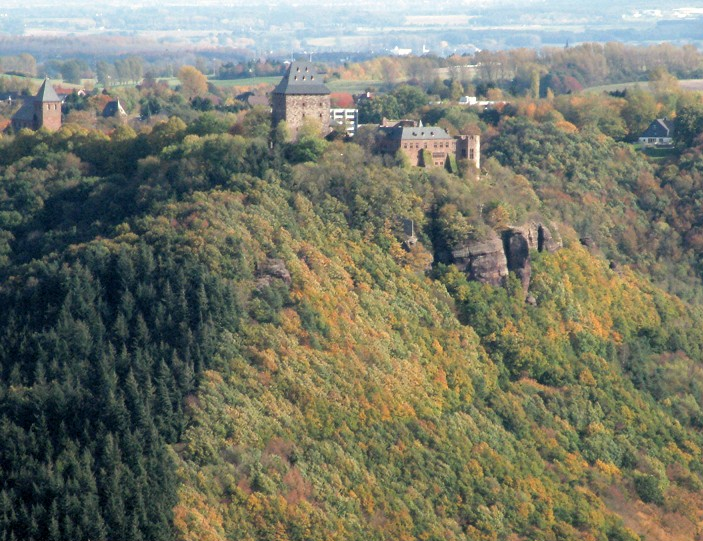
Westansicht der Burg

### Burggarten
Die quadratische Anlage ist von Mauern umsäumt und entstand nachweislich erst nach dem Mittelalter. Ein Tor in der Nordwestecke der Mauer war die Verbindung zum Burgflecken. In der Mitte der Westseite stand ein heute nicht mehr erhaltenes Haus aus der Barockzeit, das Verbindungsmauern zum äußeren Burgtor aufwies.

### Äußeres Burgtor mit Zwinger und Pförtnerhaus
Das im 14. Jahrhundert errichtete äußere Burgtor diente als Eingang zum kleineren, äußeren Burghof, der zugleich die Aufgabe eines Zwingers hatte. Im 16. Jahrhundert wurde der Torbau erneuert. Erst im 18. Jahrhundert wurde der Torweg mit einem zweigeschossigen, an die Südostmauer angelehnten Fachwerkhaus überbaut. Dieses sogenannte Pförtnerhaus wurde nach seiner Zerstörung im Zweiten Weltkrieg im Jahre 1979 rekonstruiert. Heute wird es von der Sektion Düren des Deutschen Alpenvereins und der Bergwacht Nideggen genutzt.

### Inneres Burgtor (Haupttor)
Der spätromanische Torbau stellte von je her den einzigen Zugang zur Hauptburg dar. Er ist durch eine Wehrmauer mit dem Wehrturm der Burganlage verbunden. Nachdem das Tor durch Kriege und Erdbeben zerstört worden war, wurde es 1901 bis 1906 wieder aufgebaut und mit einer Treppe an der Westseite ergänzt.

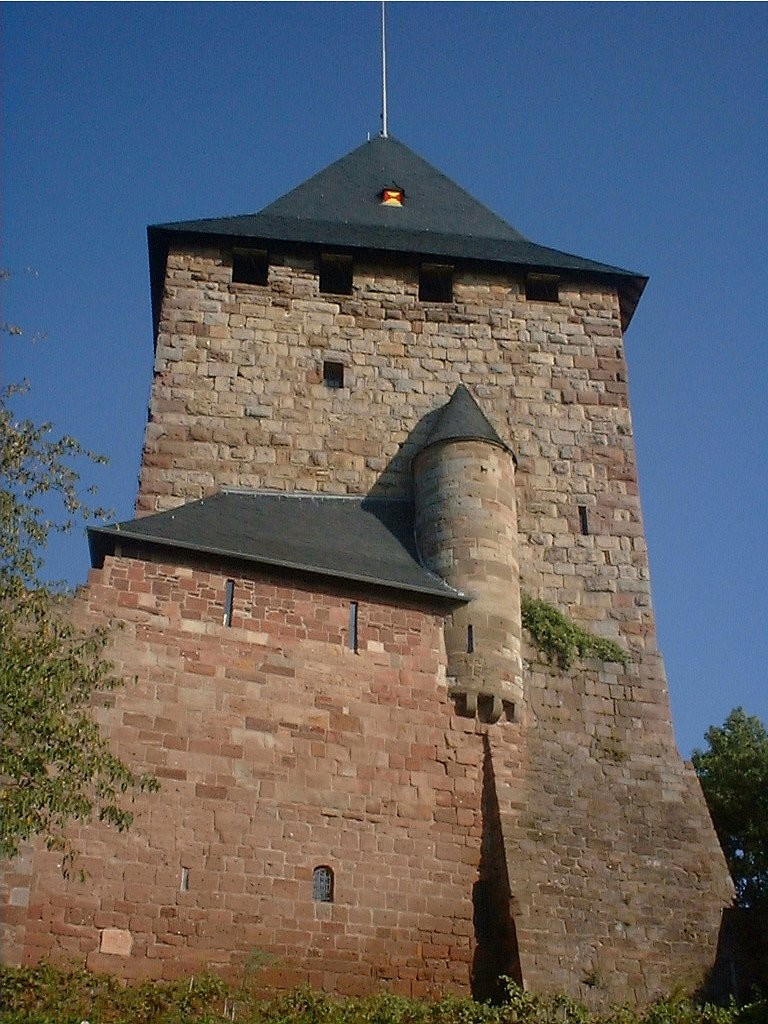
Wohnturm der Burg

### Wohnturm
Mit seiner Entstehungszeit von 1177 bis 1190 ist der Wohnturm der älteste Teil der Burg Nideggen, an dessen Ostseite sich ein tiefer Halsgraben befindet. Um 1350 wurde der Turm in der Höhe auf sechs Geschosse aufgestockt. In seinem Inneren befindet sich im Erdgeschoss gleich neben dem Verlies die Burgkapelle. Die übrigen Stockwerke weisen jeweils zwei Räume auf, die neben Wohnzwecken als Vorratskammer und Mannschaftsräume dienten.
Der Turm war schon in früher Zeit beheizbar und hatte Toiletten. Um ihn gut verteidigen zu können, lag sein Zugang an der Südseite weit über Bodenhöhe und konnte nur über eine Leiter erreicht werden. Erst als das Haupttor und die Wehrmauer errichtet worden waren, wurden der heutige ebenerdige Eingang und ein Treppenturm gebaut. Nachdem das Dach um die Wende des 18. Jahrhunderts zum Abbruch verkauft worden war, nahm das Mauerwerk in der Folgezeit großen Schaden, der erst 1906 beseitigt wurde. Von 1925 bis 1944 war der Donjon Sitz eines Heimatmuseums. Nach schweren Schäden im Zweiten Weltkrieg wurde er in den Jahren 1954 und 1955 erneut aufgebaut und 1979 wieder mit einem Dach versehen. Seither befindet sich in seinem Inneren das erste Burgenmuseum Nordrhein-Westfalens.

### Palas

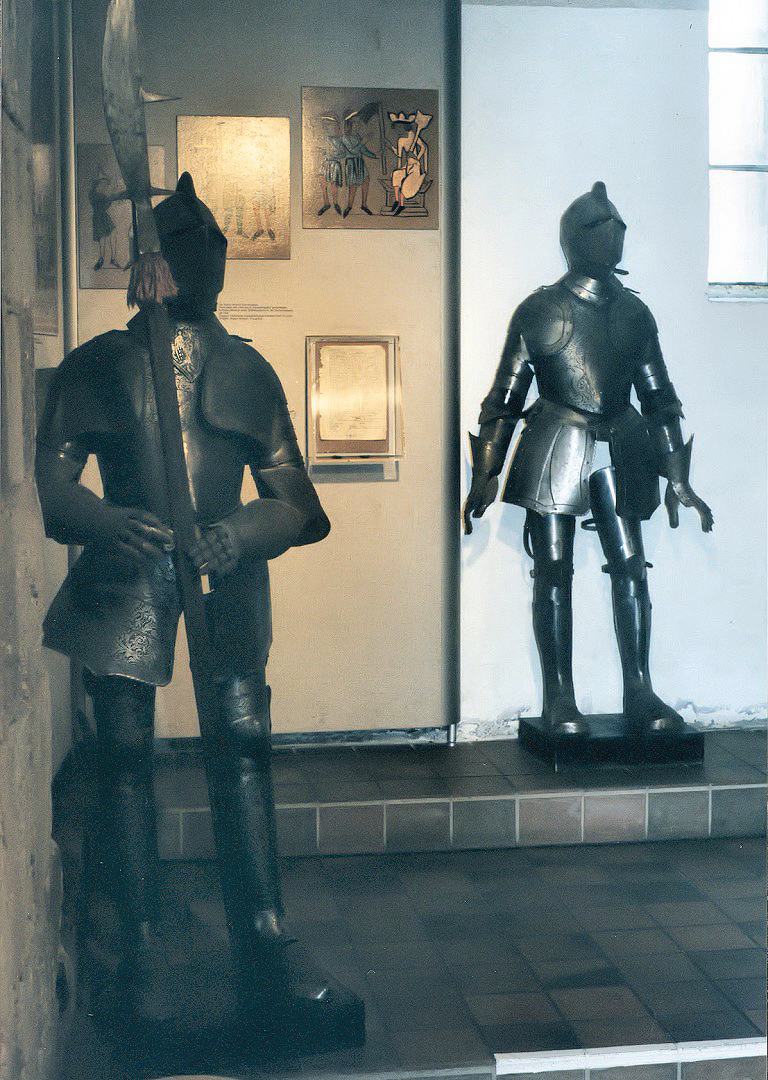
Ausstellung im Burgenmuseum

Mit 61 Metern (m) Länge und 16 m Breite war der Palas der größte Saalbau auf einer deutschen Burg des 14. Jahrhunderts. Sowohl im Erdgeschoss als auch im Obergeschoss beherbergte er jeweils einen zweischiffigen Saal mit zwölf großen Kreuzstockfenstern. An seiner West- und Ostseite wird er durch zwei achteckige Seitentürme flankiert. An der Nordwestecke des Palas befand sich ursprünglich ein Treppenturm, auf dessen Fundamenten der kleine Turm des heutigen Restaurants steht. In der Mitte des Saalbaus finden sich noch Säulenreste, ebenso wie Mauerreste auf den einstigen Standort der Nordwand hindeuten. In der Stirnwand befand sich eine Nebentreppe zum Obergeschoss. Unter dem Palas befinden sich Kellergewölbe, die zum Teil verschüttet sind. Sie dienten unter anderem als Küche.

### Küchenturm
Die Ostflanke des Palasgebäudes wird durch einen achteckigen Turm aus der Mitte des 14. Jahrhunderts geschützt, dessen Höhe bis 1944 noch 14 m betrug. Fragmente einer Treppe, die vermutlich bis zur Turmspitze führte, sind heute noch erhalten. Das untere Geschoss diente als Vorratsraum. Primär hatte der Turm jedoch Verteidigungsfunktionen zu erfüllen, worauf auch seine nur sehr kleinen Fensteröffnungen hindeuten.

### Westturm (sogenannter Damenerker)
Auch der achteckige Westturm mit seinen großen Fenstern besteht überwiegend aus Bausubstanz des 14. Jahrhunderts und diente repräsentativen Zwecken. In seinem Inneren finden sich Reste eines Kamins, auf Grund dessen hier auch die Kemenaten für die weiblichen Mitglieder der gräflichen Familie vermutet werden. Vom Burghof führt eine dreiteilige Außentreppe zur Aussichtsplattform auf dem Turm, von der sich ein sehr guter Ausblick ins Tal der Rur bietet.

### Brunnen
Der Burgbrunnen folgte teilweise einer natürlichen Felsspalte und war einst 95 Meter tief. Seit 1945 reicht er jedoch nur noch bis in etwa 30 Meter Tiefe.

### Gebäude an der West- und Nordseite
Das Aussehen der früheren Gebäude an der West- und Nordseite der Burg ist weitgehend unbekannt. Die heutigen wurden 1901 bis 1906 auf alten Fundamenten neu errichtet. Nach ihrer Zerstörung im Zweiten Weltkrieg erfolgte von 1948 bis 1950 der erneute Wiederaufbau. Heute befindet sich dort die Burggaststätte.

## Burgenmuseum
Das 1979 im Wohnturm der Burg eröffnete Burgenmuseum gewährt durch seine Ausstellungen einen Einblick in das an Burgen reiche Eifelgebiet. Auf etwa 600 Quadratmetern erfährt der Besucher dabei Wissenswertes über die Funktion und die kulturgeschichtliche Bedeutung der Burgen sowie über das Leben auf der mittelalterlichen Burg, aber auch über regionalhistorische Themen wie die wichtigen Adelsgeschlechter der Eifel und die Geschichte des Herzogtums Jülich.

## Festspiele
Im Sommer veranstaltete der Kreis Düren bis 2010 jedes Jahr Festspiele auf Burg Nideggen. An mehreren Abenden gab es Konzerte von prominenten Musikern wie Ich + Ich, Max Mutzke oder Götz Alsmann und Comedy-Programme von Künstlern wie Atze Schröder oder Dave Davis. In 2011 fanden diese Festspiele auf Schloss Merode statt.

## Sage
In einer Sage muss der Schluffjann nach seinem Tod als ruheloser Geist durch die Burg schleichen. Zu Lebzeiten hatte er als Burgvogt den im Verlies schmachtenden Erzbischof Engelbert von Falkenburg gequält und um den Schlaf gebracht.